# Lotus Omega

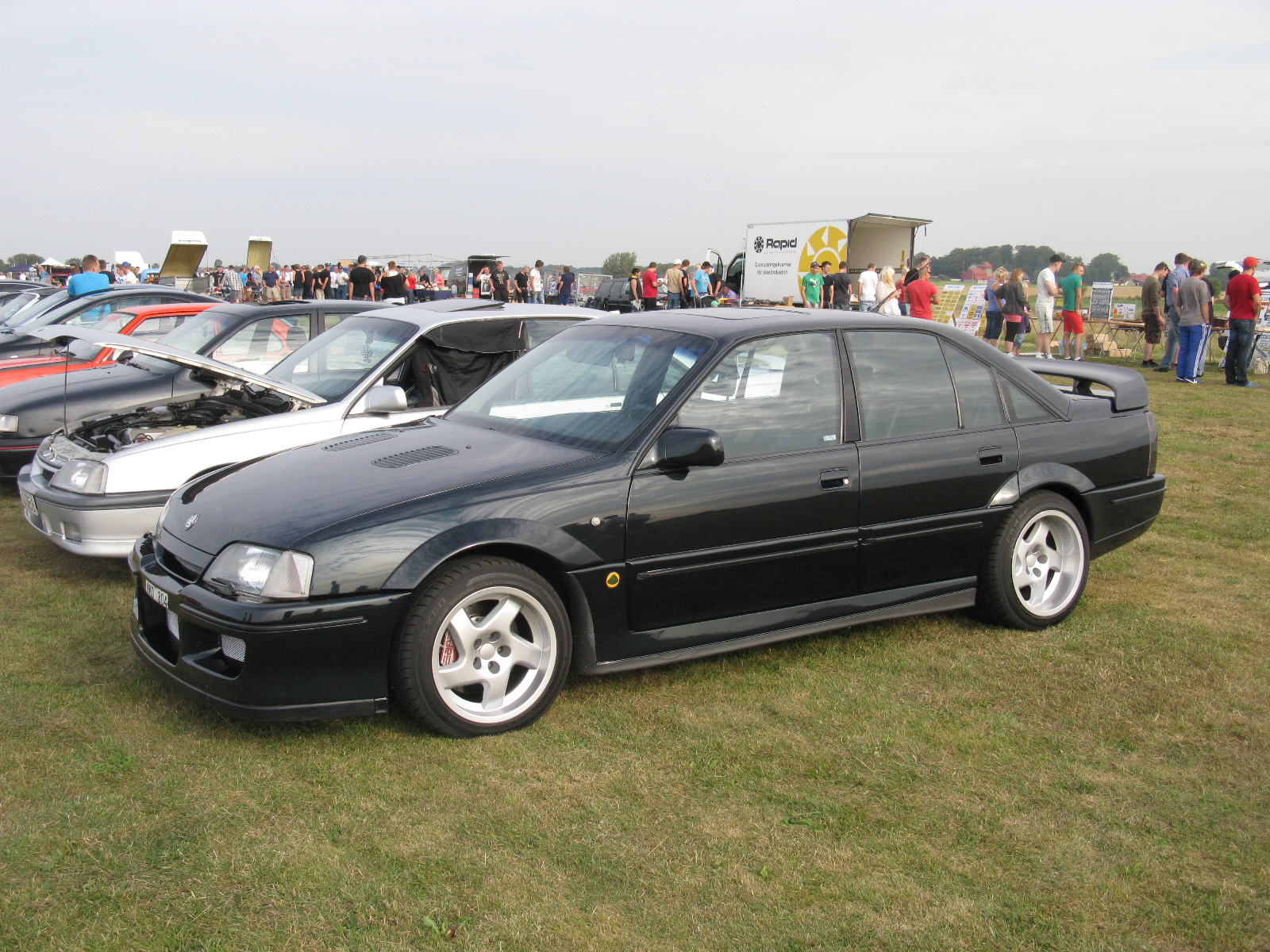
Lotus Omega

Lotus Omega var en av Lotus trimmad version av Opel Omega som kom 1990. Den hade en rak sexcylindrig motor från Opel på 3,6 liter. Med fyrventilsteknik och dubbelturbo gav den 377 hästkrafter och 568Nm. Originalmotorn kom från Omega 3000. Bilen hade prestanda som kunde jämföras med Ferrari Testarossa. 0-100 gick på 5,2 sekunder, 0-200 på mindre än 17 sekunder, och en toppfart över 280 km/h. Detta gör den till en av världens snabbaste serietillverkade sedaner.
Lotus Omegan var välutrustad med dyrt Connolly-skinn. Lotus Omegan tillverkades i 950 exemplar, plus 1 med nummer 0000G, detta gjordes på en Omega 3000 som var 6 månader gammal. Detta för att Lotus själva behövde en press- och visningsbil.